# Le Roi lion (bande originale, 2019)
Pour les articles homonymes, voir Le Roi lion (homonymie).
Ne doit pas être confondu avec Le Roi lion (bande originale).
L'album The Lion King: Original Motion Picture Soundtrack est la bande originale du film Le Roi lion, publiée par Walt Disney Records. La partition orchestrale a été composée par Hans Zimmer et les chansons écrites par Elton John et Tim Rice, dont la plupart proviennent de la bande originale du film d'animation original Le Roi lion, sorti en 1994.
En parallèle à cet album, la chanteuse Beyoncé produit un album « inspiré » par le film, The Lion King: The Gift.

## Liste des titres
Toutes les chansons sont écrites et composées par Hans Zimmer ; chansons écrites par Elton John et Tim Rice (sauf exceptions notées),.
| 1.    | Circle of Life / Nants' Ingonyama                                                                     | Brown Lindiwe Mkhize & Lebo M.                        | 4:01  |
| 2.    | Life's Not Fair                                                                                       |                                                       | 1:43  |
| 3.    | Rafiki's Fireflies                                                                                    |                                                       | 1:52  |
| 4.    | I Just Can't Wait to Be King                                                                          | JD McCrary, Shahadi Wright Joseph & John Oliver       | 3:22  |
| 5.    | Elephant Graveyard                                                                                    |                                                       | 6:38  |
| 6.    | Be Prepared (version 2019)                                                                            | Chiwetel Ejiofor                                      | 2:03  |
| 7.    | Stampede                                                                                              |                                                       | 7:46  |
| 8.    | Scar Takes the Throne                                                                                 |                                                       | 2:50  |
| 9.    | Hakuna Matata                                                                                         | Billy Eichner, Seth Rogen, JD McCrary & Donald Glover | 4:11  |
| 10.   | Simba Is Alive!                                                                                       |                                                       | 3:38  |
| 11.   | The Lion Sleeps Tonight (écrit par Luigi Creatore, Hugo Peretti, George David Weiss et Solomon Linda) | Billy Eichner & Seth Rogen                            | 1:24  |
| 12.   | Can You Feel the Love Tonight                                                                         | Beyoncé, Donald Glover, Billy Eichner & Seth Rogen    | 3:02  |
| 13.   | Reflections of Mufasa                                                                                 |                                                       | 5:09  |
| 14.   | Spirit (écrit par Ilya Salmanzadeh (en), Labrinth & Beyoncé)                                          | Beyoncé                                               | 4:33  |
| 15.   | Battle for Pride Rock                                                                                 |                                                       | 11:01 |
| 16.   | Remember / King of Pride Rock / Circle of Life (Finale)                                               | Ensemble feat. Lebo M.                                | 3:09  |
| 17.   | Never Too Late                                                                                        | Elton John                                            | 4:09  |
| 18.   | He Lives in You (écrit par Mark Mancina, Jay Rifkin & Lebo M.)                                        | Lebo M.                                               | 5:05  |
| 19.   | Mbube (écrit par Linda)                                                                               | Lebo M.                                               | 1:56  |
| 77:00 | |                                                       |       |